# Victor Henny
Victor Henny (Salatiga – Nederlands Oost-Indië, 30 oktober 1887 – Londen, 12 juni 1941) was een Nederlands atleet.

## Loopbaan
Henny vertegenwoordigde Nederland op de Olympische Spelen van Londen in 1908. Hij nam deel aan de olympische estafette, een nummer waarbij de vier lopers achtereenvolgens 200, 200, 400 en 800 meter liepen. Evert Koops en Jac Hoogveld liepen elk 200 m, Victor Henny 400 m en Bram Evers 800 m. Het Nederlandse team werd tweede in zijn heat, maar niet geplaatst voor de finale. Verder nam hij deel aan de 100 m, waarin hij in de serie derde werd achter Edward Duffy en Georgios Skoutarides en zich niet plaatste voor de halve finale. Op de 200 m kwam hij eveneens niet verder dan de eerste ronde door een tweede plaats achter John George met een (geschatte) tijd van 24,6 tegenover een tijd van George van 23,4.
Hij deed bovendien mee op het onderdeel 400 m en kwam ook hier met een vierde plaats niet verder dan de eerste ronde.
Victor Henny werd in 1908 tevens Nederlands kampioen op de 100 m.

## Nederlandse kampioenschappen
| Onderdeel | Jaar |
| --------- | ---- |
| 100 m     | 1908 |

## Persoonlijk record
| Onderdeel | Prestatie | Jaar |
| --------- | --------- | ---- |
| 200 m     | 24,4 s    | 1908 |

- Gemeinsame Normdatei: 125121172
- International Standard Name Identifier: 0000 0003 8397 2720
- Virtual International Authority File: 187990988
- WorldCat: E39PBJckVxWpCQKTHDTWFhCCwC